# Milio Rodríguez Cueto
Milio Rodríguez Cueto (Gijón, Asturias, 1962) es un escritor español. Escribe en castellano y asturiano y realiza traducciones de autores como Oscar Wilde, William Shakespeare o Álvaro Cunqueiro.

## Biografía
Milio Rodríguez Cueto está licenciado en Literatura Hispánica por la Universidad de Oviedo. Comenzó a ser conocido a mediados de los años 1980, a través de publicaciones como Hojas universitarias. 
Ha sido galardonado con los premios: Fuertes Acevedo de ensayo en 1992 y 1999, Edebé de Literatura Juvenil en 1999, Xuan María Acebal de poesía en el año 2000, el Premiu Asturianu de la Crítica en 2005, el Mª Josefa Canellada de literatura infantil y juvenil en 2012 y el Premio de Novela Breve "Andrés Solar" en 2021.

## Obras

### Castellano
- Laura contra el tiempo (1997).
- Asturias: paisajes humanos, paisajes industriales (1997), obra realizada con el fotógrafo Alejandro Fernández Braña.
- Mimí al volante (2002).
- Asturias 25 miradas (2003).
- La piedra de la culebra(2004).

### Asturiano
- Diálogo de la Llingua o los gochos llinguateros(1990)
- Románticu (1992)
- Vistes lliteraries (1993)
- Manual de Llingua Asturiana (1994)
- Aventures (1997)
- El velatoriu de Blancañeve (1999)
- El ciegu de la esquina (1999)
- Les razones del calamar (2000)
- Flores de cementeriu (2000)
- L'últimu volador (2004).
- Véndese pisu (2006).
- El final de la historia (2010).
- Carne de melandru (2013).
- Fortuna (2022).

### Traducciones a asturiano
- La isla'l tesoru (1989), Robert Louis Stevenson.
- La pantasma de Canterville (1990), de Oscar Wilde.
- El rei Ricardo'l terceru (1994), de William Shakespeare.
- El rei Enrique'l quintu (1995), de William Shakespeare.
- La filosofía nel salonín (1995), del Marqués de Sade.
- Bola d'untu y otros cuentos (1995), de Guy de Maupassant.
- El castiellu la Rentona (1996), de Maria Edgeworth.
- Lais de la vieya Bretaña (1998), de Marie de France.
- Les cróniques del sochantre (1999), de Álvaro Cunqueiro.

- Datos: Q9033136